# Aleksandr Tšaplõgin
Aleksandr Tšaplõgin ( ros. Александр Чаплыгин, ur. 20 sierpnia 1964 w Tallinnie) – estoński dziennikarz i polityk, członek Partii Centrum, poseł XV Riigikogu.

## Życiorys
Aleksandr Tšaplõgin urodził się 20 sierpnia 1964 roku w Tallinnie. Studiował w Petersburskim Uniwersytecie Państwowym w latach 1981–1983.
Od 1986 roku pracował jako dziennikarz w estońskich gazetach i telewizji. Był redaktorem naczelnym rosyjskojęzycznych gazet Vesti Dnja (2005–2009) oraz Stolitsa (2012–2022).

## Aktywność polityczna
Członek Partii Centrum w latach 2002–2004, a następnie od 14 lipca 2023 roku
Startował z listy tej partii w wyborach samorządowych 2013 roku. Uzyskane 1326 głosy pozwoliły mu zostać radnym w Tallinnie. Mandat zachował również po wybory samorządowych 2017 roku.
W wyborach samorządowych 2021 roku Tšaplõgin ponownie uzyskał mandat radnego w Tallinnie z listy Partii Centrum, oddano na niego 303 głosy.
W wyborach parlamentarnych 2023 roku startował z listy Partii Centrum w 2 okręgu wyborczym (tallińskie okręgi Kesklinn, Lasnamäe i Pirita). 1809 otrzymanych głosów zagwarantowało Tšaplõginowi mandat w XV Riigikogu.